# لاک‌پشت مهمیزدار
لاک‌پشت مهمیزدار (Testudo graeca) گونه‌ای لاک‌پشت خشکی‌زی است.

## مشخصات
این لاک‌پشت دارای لاک سخت و محکم، گنبدی‌شکل و پوشیده از صفحات شاخی بزرگ است. دایره‌های متحدالمرکزی روی کاسه پشتی وجود دارد که نشان‌گر رشد نسبی جانور است و اغلب به رنگ قهوه‌ای یا زرد بوده و در مرکز و حاشیه صفحات، نقوش نامشخصی مشاهده می‌شود.
پاهای این گونه کوتاه و کلفت است و پاهای جلویی تعداد ۵ و پاهای عقبی تعداد ۴ چنگک دارد که پوشیده از پولک‌های شاخی می‌باشد. در سطح پشتی پاهای عقب و جلوی این جانور، یک غده بزرگ و مخروطی به شکل مهمیز وجود دارد که به همین جهت این گونه به لاک‌پشت مهمیزداز مشهور است.

## اندازه
طول آن به‌طور متوسط ۲۵ سانتی‌متر می‌باشد ولی اندازه‌های بزرگ‌تر تا حد ۳۵ سانتی‌متر نیز گزارش شده‌است.

## روش زیست
جانور آرام و کندرویی است که وابستگی چندانی به آب ندارد. در دشت‌های خشک و بی‌حفاظ، تپه ماهورها، جنگل‌ها و باغات دیده می‌شود. در زمستان به خواب زمستانی می‌رود و همراه با گرم شدن هوا مجدداً شروع به فعالیت می‌نماید.

## تغذیه
جانوری گیاه‌خوار است و در درجه اول از گیاهان آب‌دار تغذیه می‌کنند و بدین وسیله آب مورد نیاز خود را تأمین می‌نمایند. میوه‌هایی مثل کاهو، انگور و گوجه‌فرنگی را در صورت فراهم بودن، ترجیح می‌دهند.

## پراکندگی
این گونه در بالکان، کشورهای اطراف مدیترانه، جنوب فرانسه، ایتالیا، آسیای صغیر، سوریه و شمال آفریقا پراکنش دارد.
از این لاک‌پشت در ایران دو زیر گونه وجود دارد. لاک‌پشت مهمیزدار غربی که در نیمه غربی ایران پراکنش دارد و لاک‌پشت مهمیزدار شرقی که در نیمه شرقی ایران نظیر استان‌های کرمان، خراسان و سیستان و بلوچستان یافت می‌شود.

### خطر انقراض
معاون محیط زیست طبیعی اداره کل حفاظت محیط استان مرکزی، در سال ۱۳۹۳ اعلام کرد که این گونه لاک‌پشت در فهرست قرمز اتحادیه بین‌المللی حفاظت محیط زیست(IUCN) قرار داده شده‌است. این فهرست، گونه‌های گیاهی و جانواری در حال انقراض را نشان می‌دهد.